# El abismo secreto
El abismo secreto (título original: The Gorge) es una película de acción, terror y ciencia ficción estadounidense de 2025 dirigida por Scott Derrickson y escrita por Zach Dean. Está protagonizada por Miles Teller, Anya Taylor-Joy y Sigourney Weaver. Teller y Taylor-Joy interpretan a dos francotiradores de élite a quienes se les ordena proteger un profundo desfiladero sin saber qué hay dentro.
Se estrenó en Apple TV+ el 14 de febrero de 2025.

## Reparto
- Miles Teller como Levi Kane
- Anya Taylor-Joy como Drasa
- Sigourney Weaver como Bartholomew[2]
- Sope Dirisu como J.D.[2]
- William Houston como Erikas[3]

## Producción
Zach Dean escribió un guion especulativo para The Gorge que luego fue votado para incluirlo en la Lista Negra de los guiones no producidos más apreciados en 2020. En marzo de 2022, Scott Derrickson se encargó de dirigir y producir la película junto con Skydance Media. En agosto, Miles Teller fue elegido para protagonizar la película, además de desempeñarse como productor ejecutivo. En octubre, Anya Taylor-Joy se unió al elenco y Apple Original Films firmó contrato. Sigourney Weaver se incorporó al elenco en marzo de 2023.
El rodaje comenzó en marzo de 2023 en Londres, y la producción también se llevó a cabo en Warner Bros. Studios, Leavesden, y en Gales.

## Estreno
The Gorge se estrenó en Apple TV+ el 14 de febrero de 2025.